# Układy sygnałów
Układy sygnałów (ros. сигнальные системы) – system związków warunkowych, łączący pierwszy i drugi układ sygnałów. Termin wprowadzony został przez Iwana Pawłowa w 1932 roku. Układy sygnałów stanowią przedmiot badania w fizjologii wyższych czynności nerwowych. Pierwszy układ sygnałów, istniejący zarówno u człowieka, jak i u zwierząt, polega na tym, że przy oddziaływaniu przedmiotów świata zewnętrznego na narządy zmysłowe powstaje pobudzenie nerwowe, które z tych narządów przenosi się do centralnego układu nerwowego i jest dla niego sygnałem. Drugi układ sygnałów, gdzie bodźcem są słowa, obecny jest tylko u ludzi. Oba układy sygnałów u człowieka są nieodłączne. Pojęcie „układy sygnałów” ma obecnie znaczenie historyczne.